# Daniele Crosta
Daniele Crosta (Busto Arsizio, 5 de mayo de 1970) es un deportista italiano que compitió en esgrima, especialista en la modalidad de florete.
Participó en los Juegos Olímpicos de Sídney 2000, obteniendo una medalla de bronce en la prueba por equipos (junto con Gabriele Magni, Salvatore Sanzo y Matteo Zennaro).
Ganó una medalla de bronce en el Campeonato Mundial de Esgrima de 1997 y dos medallas en el Campeonato Europeo de Esgrima, oro en 1999 y bronce en 2000.

## Palmarés internacional
| Juegos Olímpicos   | Juegos Olímpicos            | Juegos Olímpicos  | Juegos Olímpicos    |
| Año                | Lugar                       | Medalla           | Prueba              |
| ------------------ | --------------------------- | ----------------- | ------------------- |
| 2000               | Sídney (Australia)          | Medalla de bronce | Florete por equipos |
| Campeonato Mundial |                             |                   |                     |
| Año                | Lugar                       | Medalla           | Prueba              |
| 1997               | Ciudad del Cabo (Sudáfrica) | Medalla de bronce | Florete por equipos |
| Campeonato Europeo |                             |                   |                     |
| Año                | Lugar                       | Medalla           | Prueba              |
| 1999               | Bolzano (Italia)            | Medalla de oro    | Florete por equipos |
| 2000               | Funchal (Portugal)          | Medalla de bronce | Florete por equipos |